# Высшая школа в Бельгии
Высшая школа в нидерландскоязычной системе высшего образования Бельгии — высшее учебное заведение, ведущее обучение студентов по системе бакалавров и мастеров. В отличие от университета, высшая школа готовит специалистов по более прикладным специальностям, например не специалистов по фундаментальным наукам, а инженеров и т. п. Таким образом, высшую школу можно сравнить с институтом в системе образования России.
Каждая из 22 высших школ Бельгии входит в ассоциацию, связанную с одним из шести нидерландскоязычных университетов Бельгии. Высшие школы также не ведут самостоятельных научных исследований, но участвуют в научных исследованиях патронирующих их университетов.

## Дополнительная информация
- Контакты ВУЗов